# Qubit de carga

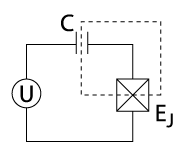
Diagrama de circuito de um circuito de qubit de carga. A ilha (linha pontilhada) é formada pelo eletrodo supercondutor entre o capacitor de porta e a capacitância da junção.

Na computação quântica, um qubit de carga (também conhecido como caixa de pares de Cooper) é um qubit cujos estados de base são estados de carga (ou seja, estados que representam a presença ou ausência de excesso de par de Coopers na ilha). Na computação quântica supercondutora, um qubit de carga é formado por uma pequena ilha supercondutora acoplada por uma junção Josephson (ou praticamente, junção de túnel supercondutor) a um reservatório supercondutor (veja a figura). O estado do qubit é determinado pelo número de pares de Cooper que atravessaram a junção. Em contraste com o estado de carga de um íon atômico ou molecular, os estados de carga de tal "ilha" envolvem um número macroscópico de elétrons de condução da ilha. A superposição quântica dos estados de carga pode ser alcançada ajustando a voltagem de porta U que controla o potencial químico da ilha. O qubit de carga é tipicamente lido acoplado eletrostaticamente à ilha a um eletrometro extremamente sensível, como o transistor de elétron único de radiofrequência.
Os tempos típicos de coesão T2 para um qubit de carga estão na ordem de 1–2 μs. Trabalhos recentes mostraram tempos T2 se aproximando de 100 μs usando um tipo de qubit de carga conhecido como um transmon dentro de uma cavidade supercondutora tridimensional. Compreender os limites de T2 é uma área ativa de pesquisa no campo da computação quântica supercondutora.

## Fabricação
Os qubits de carga são fabricados usando técnicas semelhantes às utilizadas na microeletrônica. Os dispositivos geralmente são feitos em pastilhas de silício ou safira usando litografia por feixe de elétrons (diferente do qubit de fase, que usa fotolitografia) e processos de evaporação de filmes metálicos finos. Para criar as junções Josephson, normalmente é utilizada uma técnica conhecida como evaporação em sombra; isso envolve evaporar o metal da fonte alternadamente em dois ângulos através da máscara definida pela litografia na resistência de feixe de elétrons. Isso resulta em duas camadas sobrepostas do metal supercondutor, entre as quais uma fina camada de isolante (normalmente óxido de alumínio) é depositada.

## Hamiltoniano
Se a junção Josephson tem uma capacitância de junção {\displaystyle C_{\rm {J}}}, e o capacitor de porta {\displaystyle C_{\rm {g}}}, então a energia de carga (Coulomb) de um par de Cooper é:
{\displaystyle E_{\rm {C}}=(2e)^{2}/2(C_{\rm {g}}+C_{\rm {J}}).}
Se {\displaystyle n} denota o número de pares de Cooper em excesso na ilha (ou seja, sua carga líquida é {\displaystyle -2ne}), então o Hamiltoniano é:
{\displaystyle H=\sum _{n}{\big [}E_{\rm {C}}(n-n_{\rm {g}})^{2}|n\rangle \langle n|-{\frac {1}{2}}E_{\rm {J}}(|n\rangle \langle n+1|+|n+1\rangle \langle n|){\big ]},}
onde {\displaystyle n_{\rm {g}}=C_{\rm {g}}V_{\rm {g}}/(2e)} é um parâmetro de controle conhecido como carga de deslocamento efetiva ({\displaystyle V_{\rm {g}}} é a voltagem da porta), e {\displaystyle E_{\rm {J}}} a energia Josephson da junção de túnel.
Em baixa temperatura e baixa voltagem de porta, pode-se limitar a análise apenas aos estados mais baixos {\displaystyle n=0} e {\displaystyle n=1}, e portanto obter um sistema quântico de dois níveis (também conhecido como qubit).
Note que alguns artigos recentes adotam uma notação diferente e definem a energia de carga como a de um elétron:
{\displaystyle E_{\rm {C}}=e^{2}/2(C_{\rm {g}}+C_{\rm {J}}),}
e então o Hamiltoniano correspondente é:
{\displaystyle H=\sum _{n}{\big [}4E_{\rm {C}}(n-n_{\rm {g}})^{2}|n\rangle \langle n|-{\frac {1}{2}}E_{\rm {J}}(|n\rangle \langle n+1|+|n+1\rangle \langle n|){\big ]}.}

## Benefícios
Até o momento, as realizações de qubits que tiveram mais sucesso são armadilhas de íons e RMN, com o algoritmo de Shor até mesmo sendo implementado usando RMN. No entanto, é difícil ver esses dois métodos sendo escalados para centenas, milhares ou milhões de qubits necessários para criar um computador quântico. As representações de qubits em estado sólido são muito mais facilmente escaláveis, mas elas mesmas têm seu próprio problema: decoerência. No entanto, os supercondutores têm a vantagem de serem mais facilmente escaláveis e são mais coerentes do que os sistemas sólidos normais.

## Progressos Experimentais
A implementação de qubits de carga supercondutores tem progredido rapidamente desde 1996. O projeto foi descrito teoricamente em 1997 por Shnirman, enquanto a evidência de coerência quântica da carga em uma caixa de pares de Cooper foi publicada em fevereiro de 1997 por Vincent Bouchiat e outros. Em 1999, as oscilações coerentes no qubit de carga foram observadas pela primeira vez por Nakamura et al. A manipulação dos estados quânticos e a realização completa do qubit de carga foram observadas 2 anos depois. Em 2007, um dispositivo mais avançado conhecido como Transmon, mostrando tempos de coerência aprimorados devido à sua menor sensibilidade ao ruído de carga, foi desenvolvido na Universidade de Yale por Robert J. Schoelkopf, Michel Devoret, Steven M. Girvin e seus colegas.